# Coenotephria albicans
Coenotephria albicans là một loài bướm đêm trong họ Geometridae.